# Кудирка, Симас
Симас Кудирка (лит. Simas Kudirka; 9 апреля 1930, Грискабудис, Шакяйское районное самоуправление — 11 февраля 2023, Пильвишкяйское староство, Вилкавишкское районное самоуправление) — радист советского рыболовецкого судна, пытавшийся бежать в США.

## Биография
В 1952 году закончил Клайпедское мореходное училище. С 1956 по 1970 год работал на судах Клайпедского рыболовного флота.
В понедельник 23 ноября 1970 года, в ходе заграничного плавания, сорокалетний Кудирка бежал с судна, перепрыгнув во время стоянки на палубу американского корабля береговой охраны «Виджилент» (события происходили в прибрежной зоне, в миле от острова Мартас-Винъярд). Кудирка заявил американским военным морякам, что хочет остаться в Соединённых Штатах. Капитан советского судна сообщил американскому коллеге, что беглец «украл три тысячи рублей из капитанского сейфа», попросил допустить на борт конвоиров и вернуть нарушителя обратно. И хотя на борту американского корабля никто не поверил информации о якобы имевшей место краже, в это время как раз шли советско-американские переговоры с целью подписания двустороннего соглашения о рыболовстве, поэтому, чтобы не создавать скандала на международном уровне, капитан американского корабля береговой охраны коммандер Ральф Юстис, действуя в соответствии с процедурными требованиями, связался с берегом, запросил дальнейших указаний. Поскольку формально командующий находился на больничном вне управления командующего и не мог приказывать своим подчинённым (хотя фактически его «совет» расценивался ими как приказ), его обязанности де-юре выполнял начальник штаба округа капитан 1-го ранга Флетчер Браун, который приказал капитану корабля придержать беглеца на борту, пока не будет получена санкция Госдепартамента. В Госдепартаменте воздержались от каких-либо указаний морякам по сути случившегося. Тем временем информация была доложена командующему 1-м округом береговой охраны США контр-адмиралу Уилльяму Эллису, который посчитал это «внутренним делом СССР» и распорядился отдать беглеца Советам. Получив указание от вышестоящего командования, капитан американского корабля допустил на палубу советский конвой, Симаса схватили и уволокли обратно, начав избивать прямо в ходе конвоирования.
Президент США Ричард Никсон узнал об инциденте только через шесть дней, находясь в Кэмп-Дэвиде и читая утреннюю газету. Он был взбешён не только фактом возврата перебежчика СССР, но и тем обстоятельством, что его не поставили в известность сразу же. По итогам служебного расследования 21 декабря три морских офицера, включая командующего округом, начальника штаба округа и капитана корабля, были уволены из рядов БОХР США (при этом ещё 18 сентября, за два месяца до инцидента, командующий округом был награждён Орденом Легиона почёта за исключительно безупречную службу). Командующий БОХР адмирал Честер Бендер потребовал проведения трибунала над виновными, но до этого не дошло (ведомственная комиссия, составленная из высших офицеров береговой охраны, отклонила это требование).
В СССР моряк был арестован, следствие вели органы КГБ, обвинение предъявлено по ст. 62 УК Литовской ССР («Измена родине»). Процесс проходил 17—20 мая 1971 года в зале Верховного Суда Литовской ССР, в ходе процесса он был осуждён и приговорён к 10 годам заключения в исправительно-трудовой колонии строгого режима. Срок отбывал в колониях Псковской области и Мордовии. В 1974 году, благодаря появившейся информации, что мать Кудирки имеет американские корни (родилась в Нью-Йорке; ей было девять лет, когда семья вернулась на историческую родину), дело было пересмотрено, Симас был выпущен из заключения и перебрался в США вместе с семьёй. Когда Кудирку неожиданно позвали к начальнику колонии и освободили, он очень боялся, что это какой-то трюк, что его убьют по дороге. Большая заслуга в его освобождении принадлежит Сергею Ковалёву.
В США Симас был членом литовских организаций и читал лекции об СССР.
В 1978 году в свет вышел телефильм Д. Л. Рича «Перебежчик Симас Кудирка» (англ. The Defection of Simas Kudirka), в котором роль Кудирки исполнил Алан Аркин. Также о нём написано несколько книг и снят ряд документальных фильмов.
В 2007 году вернулся в независимую Литву. Умер 11 февраля 2023 года в Пильвишкяе.
В 2020 году вышел Литовский документальный фильм «Прыжок» (лит. Šuolis).